# 井上孝 (政治家)
井上 孝（いのうえ たかし、1925年2月23日 - 2004年11月7日）は、日本の建設技官、政治家。
国土庁長官（第23代）兼研究・学園都市担当大臣兼土地対策担当大臣（宮澤改造内閣）、参議院行財政機構及び行政監察に関する調査会長、同議院運営委員長、同国会等の移転に関する特別委員長、同内閣委員長、同エネルギー対策特別委員長、参議院議員（3期）、建設事務次官、建設技監、建設省道路局長、同省東北地方建設局長などを歴任。

## 来歴
1925年（大正14年）2月23日、中華民国吉林省長春南満洲鉄道附属地常盤町に生まれる。本籍地は新潟県。旧制旅順高校を経て、京都大学工学部土木工学科に入学。その後、学士試験に合格し、2年間大学院特別研究生として在籍した。1948年、京都大学大学院工学研究科土木工学専攻を修了。同年9月、建設省に入省。入省後、管理局企画課に配属され、落合林吉課長のもと、只見特定地域総合開発計画における発電水利の調停に携わった。また、1950年頃には田中角栄衆議院議員らによる奥只見ダムサイト予定地の現地視察に随行した。1954年（昭和29年）4月には近畿地方建設局に異動し、大阪国道工事事務所などに配属された。1960年（昭和35年）2月には本省に戻り、道路局国道課長補佐、同局二級国道課土木専門官、同局企画課建設専門官、同局企画課道路経済調査室長、同局企画課長などを歴任した。1972年（昭和47年）12月16日、東北地方建設局長に就任。1974年（昭和49年）7月16日、道路局長に就任。1976年（昭和51年）8月1日、建設技監に就任。1978年（昭和53年）5月23日、建設事務次官に就任。1979年（昭和54年）7月17日、辞職。建設省では『道路整備の長期構想』の策定や沖縄返還にともなう高速道路建設に携わった。
1980年（昭和55年）、第12回参議院議員通常選挙に全国区から自由民主党公認で出馬し、初当選。以来、3期18年務め、国土開発幹線自動車道建設審議会委員、参議院エネルギー対策特別委員長、同内閣委員長、同国会等の移転に関する特別委員長、同議院運営委員長、同行財政機構及び行政監察に関する調査会長、自由民主党参議院議員副会長などを歴任。党内では田中派、竹下派、小渕派に所属した。1992年12月には、宮澤改造内閣で国土庁長官兼研究・学園都市担当大臣兼土地対策担当大臣に就任した。国土庁長官として雲仙普賢岳噴火災害や北海道南西沖地震の復旧に尽力した。
1998年に政界から引退する。同年11月の秋の叙勲で勲一等に叙され、瑞宝章を受章する。
2004年11月7日、心不全のため神奈川県川崎市の病院で死去した。79歳没。死没日付をもって従三位に叙された。